# Hakama
 (avril 2019).
Si vous disposez d'ouvrages ou d'articles de référence ou si vous connaissez des sites web de qualité traitant du thème abordé ici, merci de compléter l'article en donnant les références utiles à sa vérifiabilité et en les liant à la section « Notes et références ».

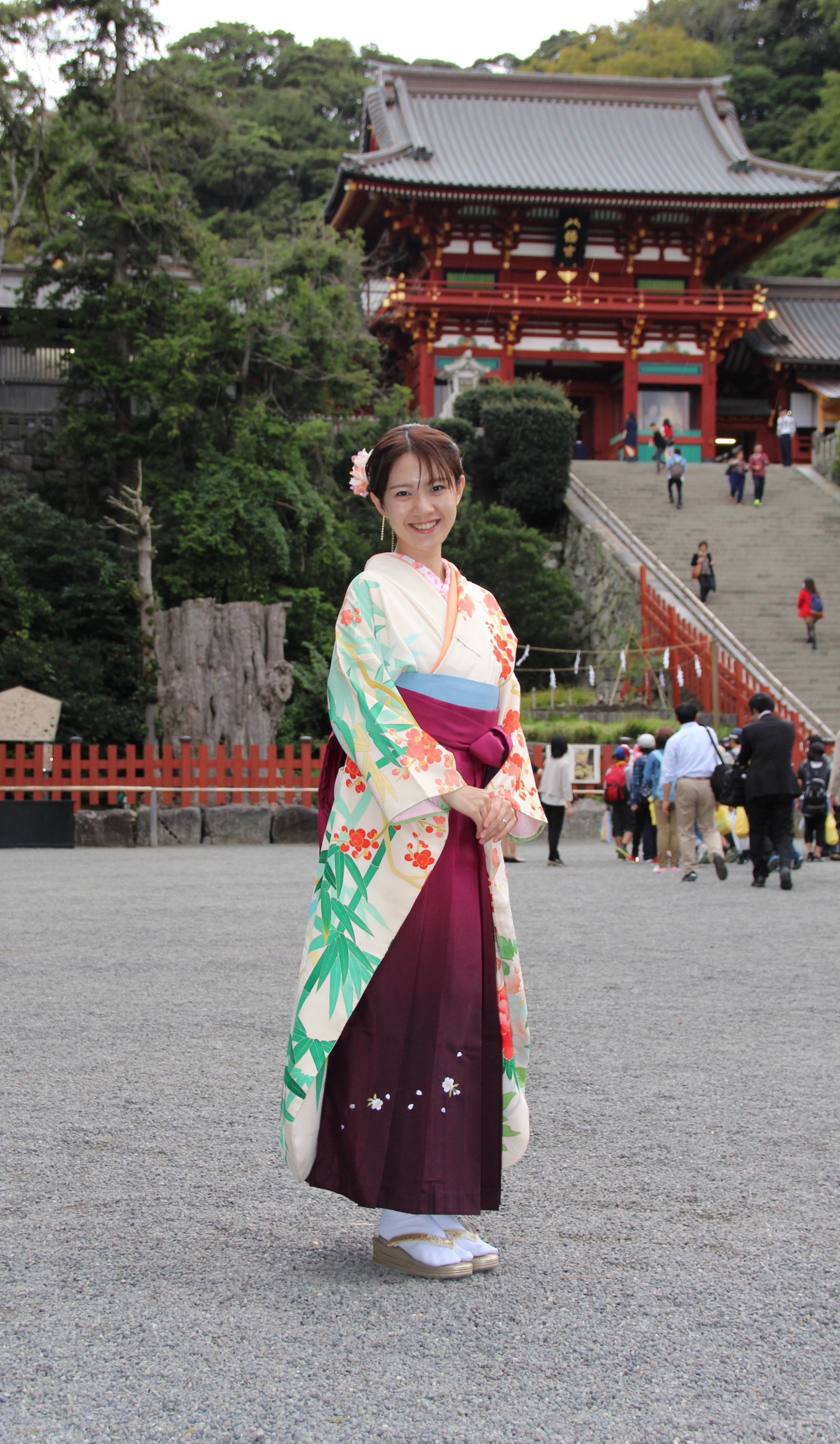
Une jeune femme japonaise portant un Hakama au tsurugaoaka hachimangu

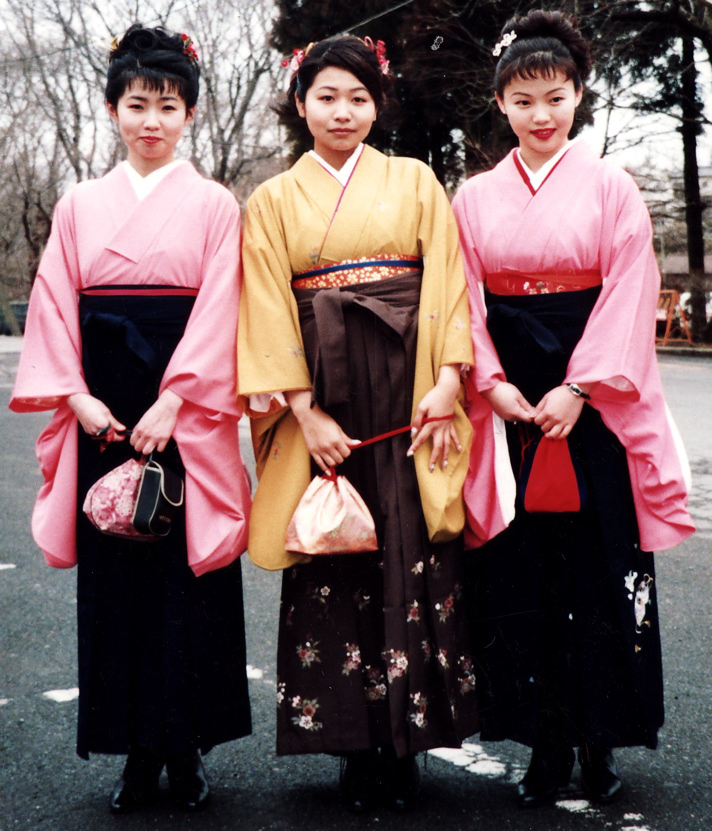
Hakama portés pour une cérémonie de remise de diplôme.

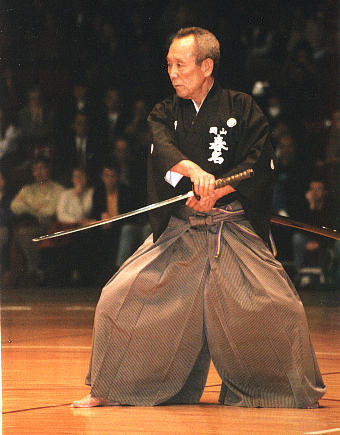
Hakama porté par un sensei (un maître) faisant une démonstration de iaido.

Le hakama (袴) est un type de vêtement traditionnel japonais. C'est un pantalon large plissé (sept plis, trois devant à gauche, deux devant à droite et deux derrière), muni d'un dosseret rigide (koshi ita). Il était traditionnellement porté par les nobles du Japon médiéval, et notamment les samouraïs. Il prend sa forme actuelle durant la période Edo. De nos jours, le hakama est porté par les hommes et par les femmes. 

## Histoire
Le hakama est premièrement utilisé par la cour impériale chinoise sous les dynasties Sui et Tang. Par la suite, les nobles japonais adoptent ce vêtement au VIe siècle. Les hakama japonais sont portés par-dessus un kimono (hakama-shita), sont noués à la taille par quatre lanières (himo) et tombent sur les chevilles. Depuis le XIVe siècle, ils ne sont portés que par les hommes. 
Depuis le XIIe siècle et jusqu'à la fin de la période Edo, la tenue des samouraïs inclut un hakama.

## Présentation
Il existe deux types de hakama, l'umanori (« divisé »), plus semblable à des pantalons, et le andon bakama (« non divisé »), plus semblable à une jupe. Traditionnellement, le hakama de type umanori était exclusif aux hommes et porté par les nobles, les guerriers, les fermiers et les menuisiers,.
Certains prétendent qu'un des rôles du hakama était de masquer les mouvements des pieds, pour mieux surprendre l'adversaire. Cette explication ne fait pas l'unanimité : en effet, les samouraïs portaient des jambières qui demeuraient visibles sous le tissu. Par ailleurs, lorsqu'il n'était pas en armure mais se préparait à un combat, le samouraï remontait le hakama en le coinçant au niveau de la ceinture, de même qu'il attachait les manches du kimono par une bande de tissu, le tasuki. C'était en fait essentiellement un pantalon de cavalerie (馬乗り, hakama umanori), mais il existe des hakama dont les jambes ne sont pas séparées (行灯袴, andon bakama).
De nos jours, le très ample hakama est utilisé dans certains arts martiaux comme  l'aïkido, le kendo, le kinomichi, le iaido, le kenjutsu, l’aïkijutsu, l’aïkibudo, le ju jitsu, le nihon kempo, le shinkendo, le naginatajutsu et plus rarement le judo. Pour le ju jitsu, il est utilisé dans les koryū (écoles anciennes) principalement, et non dans les styles modernes. 
Dans ce contexte, on parle parfois de keikobakama (littéralement « hakama d'entraînement »). Les hakama utilisés pour les arts martiaux sont en coton, en soie ou, le plus souvent, en polyester ou dans un mélange de ces trois fibres. Le coton est plus lourd, tandis que les fibres synthétiques glissent mieux sur le sol et résistent mieux à la décoloration, ce qui peut être important pour les arts martiaux comme le iaido ou l'aïkido. Les hakama de qualité présentent des lanières épaisses et surpiquées afin d'éviter qu'elles ne s'entortillent sur elles-mêmes.
Les lutteurs de sumo n'utilisent pas de hakama en compétition mais sont tenus de le porter lors des cérémonies officielles.
Le hakama est également un vêtement de cérémonie (mariage, remise de diplôme, etc.). Les femmes portent des hakama assortis à leurs kimonos, de couleurs vives ou à motifs, tandis que les hakama masculins sont le plus souvent à rayures. Le hakama de cérémonie étant en soie, cela en fait un vêtement fragile, onéreux et d'un entretien difficile.
L'activité pratiquée peut imposer la couleur du hakama. Ainsi, le hakama d'aïkido est toujours uni, noir ou indigo, parfois bleu électrique pour les hakama en coton ou blanc pour les pratiquants débutants dans certains dojos. Dans d'autres disciplines, le port d'autres couleurs, en particulier le blanc est accepté (pour le iaido). La couleur grise est réservée au sensei. Dans le cadre des cérémonies shinto, le kannushi shinto porte un hakama blanc, les assistants masculins des hakama vert clair, les assistantes féminines des hakama rouge-orangé (les habits traditionnels rouges sont symbole de virginité au Japon).

## Symbolique
Selon certaines légendes, les sept plis représentent les sept vertus que doit posséder le samouraï : jin (« bienveillance, générosité »), gi (« honneur, justice »), rei (« courtoisie, étiquette »), chi (« sagesse, intelligence »), shin (« sincérité »), chu (« loyauté ») et kō (« piété »)- D'autres sources parlent plutôt des termes  yuki (« courage », « valeur », « bravoure »), makoto (« sincérité », « honnêteté », « réalité »), meiyo (« honneur », « crédit », « gloire »). Cette symbolique n'est pas clairement établie et son origine ne dispose d'aucune source fiable.

## Port

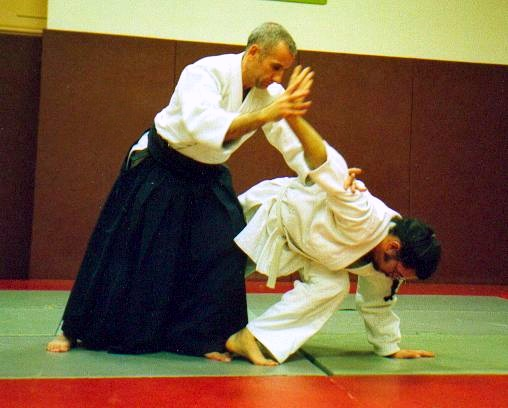
Hakama porté par un aikidōka (à gauche de la photo).

En Europe, le hakama est surtout porté par les pratiquants d'arts martiaux. Dans certains d'entre eux (kyudo, kendo, iaido, aïkibudo), il fait partie de la tenue obligatoire. Dans d'autres, en particulier l'aïkido, aïkibudo ou l’aïkijutsu, il peut être porté lorsque l'élève a atteint un niveau technique lui permettant de gérer la gêne qu'occasionne le port du hakama ; la décision d'autoriser un élève à le porter est laissée à la discrétion de l'enseignant, il est devenu de fait un signe d'investissement personnel dans la discipline et de niveau technique, bien que cela ne soit pas son sens originel.
Aux États-Unis, le hakama est de couleur noire ou indigo et est généralement associé aux yūdansha.
Pour la pratique martiale, le hakama se noue en commençant par la partie avant. Le sommet de celle-ci doit dépasser la ceinture (kakuobi) de quelques centimètres. La longueur des lanières (himo) diffère suivant la discipline : égales pour l'aïkido, courtes à l'arrière pour le iaido. Les lanières avant sont alors passées autour de la taille juste au-dessus de la ceinture, croisées derrière et reviennent sous la ceinture (obi), où elles sont nouées à l'aide d'un nœud simple. On met alors en place la partie arrière, le dosseret (koshi ita) au creux des reins, parfois maintenu en place par une petite pièce de plastique en forme de cuillère (hakama dome ou hera) que l'on insère sous la ceinture ou les lanières. Les lanières arrières se positionnent sur la ceinture (obi) ou au-dessous, et viennent se nouer sur l'avant avec un nœud similaire à celui de la ceinture et englobant les deux brins avant. Les manières de ranger les lanières divergent selon les écoles.
Pour l'anecdote, il existe des hakama (fabriqués a priori en Corée) dont les liens sont noués par avance et se ferment avec des velcros, ils sont utilisés en compétition de kendo.

## Pliage
Le rangement comme le pliage du hakama répond à tout un rituel et il peut varier selon les personnes et les écoles mais on retrouve en général l'ordre ci-après.

### La tresse
Les lanières sont pliées en réalisant une tresse. Une fois le hakama plié, on déploie les lanières de chaque côté.
| Étape 1 : on replie la lanière inférieure droite sur elle-même en travers du hakama.             | Étape 2 : on fait de même avec l'autre lanière inférieure.                                                                                          |
| Étape 3 : la lanière supérieure gauche passe sous les deux lanières pour ressortir vers le haut. | Étape 4 : elle entoure ensuite la partie supérieure de la lanière gauche.                                                                           |
| Étape 5 : elle se pose sur la partie inférieure de la lanière droite.                            | Étape 6 : la lanière droite passe sous les trois autres pour ressortir vers le haut.                                                                |
| Étape 7 : elle enserre ensuite la partie supérieure de la lanière droite.                        | Étape 8 : elle vient enfin se poser sur la partie inférieure de la lanière droite en passant par la boucle formée par la lanière supérieure gauche. |

### La taille
Les tailles du hakama ne sont pas décidées arbitrairement, mais les mesures sont en réalité dans une ancienne unité, le kujira-shaku. L'unité de mesure traditionnelle japonaise est le shaku, par exemple, la taille 27 correspond à 2,7 kuri-shaku, c'est-à-dire: 2,7 × 37,88 cm = 102,3 cm. Les fabricants japonais traditionnels se conforment à cette norme, mais c'est peu le cas lorsqu'un hakama n'est pas fabriqué au Japon.